# Massiccio del monte Meager
Il massiccio del monte Meager (in inglese Mount Meager massif) è un gruppo di picchi vulcanici nelle Pacific Ranges delle Montagne Costiere nel sud-ovest della Columbia Britannica, in Canada. Compreso nell'arco vulcanico delle Cascate del Nord America occidentale, si trova 150 km a nord di Vancouver all'estremità settentrionale della valle di Pemberton e raggiunge un'elevazione massima di 2.680 m. Il massiccio è ricoperto da diversi edifici vulcanici erosi, tra cui duomi di lava, colli vulcanici e cumuli sovrapposti di colate laviche; questi formano almeno sei grandi vette, compreso il monte Meager che è il secondo più alto del massiccio.
La cintura vulcanica Garibaldi (Garibaldi Volcanic Belt o, in acronimo, GVB) ha un lungo trascorso di eruzioni e rappresenta una minaccia per la regione circostante. Qualsiasi rischio vulcanico che comprenda frane ed eruzioni potrebbe rappresentare un rischio significativo per l'uomo e la fauna selvatica. Malgrado il massiccio non erutti da più di 2.000 anni, ciò non implica che possa esplodere all'improvviso; qualora ciò dovesse accadere, i soccorsi dovrebbero essere rapidamente coinvolti. Per questo motivo, organizzazioni quali l'Interagency Volcanic Event Notification Plan (IVENP) sono pronte a informare le persone minacciate da eruzioni vulcaniche in Canada.
Il massiccio del monte Meager ha generato la maggiore eruzione vulcanica in Canada negli ultimi 10.000 anni. Circa 2.400 anni fa, un'eruzione esplosiva ha formato un cratere vulcanico sul suo fianco nord-orientale e ha convogliato lahar, frammenti di roccia e gas vulcanico lungo il fianco settentrionale del vulcano. Si rintracciano prove di attività vulcanica anche più recenti in loco, nello specifico sorgenti calde e terremoti. Il massiccio del monte Meager risultò responsabile di innumerevoli smottamenti, tra cui un massiccio flusso di detriti nel 2010 che travolse il torrente Meager e il fiume Lillooet.

## Geografia e geologia

### Geografia regionale
Il massiccio del monte Meager si trova nelle Montagne Costiere, che si estendono da Vancouver all'Alaska sud-orientale per 1.600 km. Largo circa 300 km, è tagliato da fiordi, strette insenature con ripide scogliere create dall'erosione glaciale. Le Montagne Costiere hanno un profondo impatto sul clima della Columbia Britannica: giacendo appena ad est dell'Oceano Pacifico, trattengono l'aria carica di umidità proveniente dall'oceano, causando forti piogge sui pendii occidentali. Queste precipitazioni sono tra le più estreme del Nord America e alimentano foreste lussureggianti sui pendii occidentali della catena montuosa.
Le valli che circondano il massiccio ospitano foreste vergine. L'area presenta anche delle zone umide, le quali forniscono l'habitat ideale per specie vegetali quali il Populus trichocarpa, il salice (Salix), il cosiddetto thimbleberry (Rubus parviflorus) e l'epilobium glaberrimum. La fauna selvatica comprende lupi grigi (Canis lupus), ghiottoni (Gulo gulo), alci (Alces alces), cervi dalla coda nera (Odocoileus hemionus columbianus), capre delle nevi (Oreamnos americanus), grizzly (Ursus arctos horribilis) e orsi neri americani (Ursus americanus), rapaci e uccelli acquatici.

### Geomorfologia regionale

#### Cintura vulcanica Garibaldi

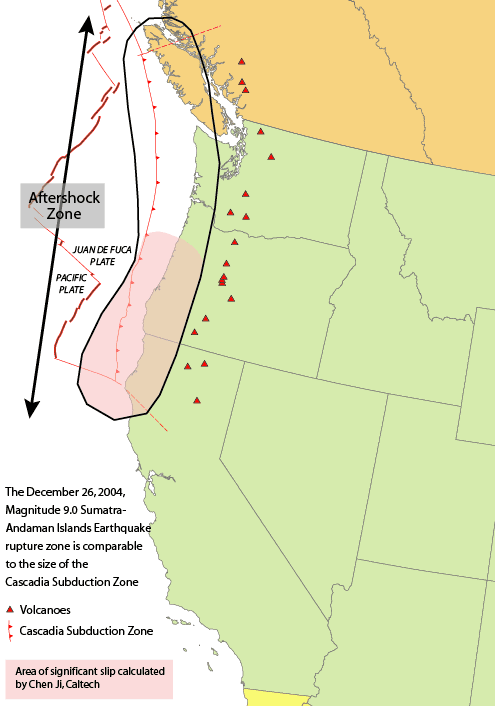
Area della zona di subduzione della Cascadia, con il massiccio del monte Maiger che è il triangolo rosso più settentrionale dell'arco vulcanico delle Cascate

Il massiccio del monte Meager fa parte della cintura vulcanica Garibaldi (Garibaldi Volcanic Belt o in acronimo GVB), il segmento più settentrionale dell'arco vulcanico delle Cascate. Questa cintura vulcanica include coni di scorie, caldere, stratovulcani e vulcani subglaciali (vulcani sotto i ghiacciai o calotte di ghiaccio) attivi negli ultimi 10.000 anni. L'ultima eruzione esplosiva nella cintura vulcanica Garibaldi si verificò presso un cratere sul versante nord-orientale del massiccio circa 2.400 anni fa, formando una depressione ben definita.
Il GVB si estende a nord dal complesso vulcanico di Watts Point almeno fino al massiccio del Meager. Perché si sa poco dei vulcani a nord del massiccio, nello specifico con riferimento ai complessi vulcanici del Silverthrone e del ghiacciaio Franklin, gli esperti non concordano sulle attività geologiche che li riguardano. Alcuni scienziati considerano la caldera di Silverthrone come il vulcano più settentrionale della cintura vulcanica Garibaldi, mentre altri sostengono che la geologia del massiccio corrisponda più da vicino a quella del GVB. Non è inoltre chiaro se i coni dello stretto di Milbanke facciano parte della cintura o si siano formati nel corso di diversi processi tettonici. Tuttavia, esistono prove che i complessi di Silverthrone e del ghiacciaio Franklin risultano correlati all'attività presso la zona di subduzione della Cascadia. Geologicamente, i due vulcani contengono gli stessi tipi di roccia di quelli trovati altrove nell'arco delle Cascate, incluse rioliti, daciti, andesiti e andesiti basaltiche. Nel caso in cui entrambi i vulcani sopraccitati vengano compresi nell'arco delle Cascate, di certo il massiccio locale non può essere considerato il punto più settentrionale, essendo infatti più a sud del monte Garibaldi.

#### Arco vulcanico delle Cascate
Il vulcanesimo nell'arco delle Cascate è causato dalla subduzione della placca di Juan de Fuca sotto quella nordamericana nella zona di subduzione della Cascadia. Esso si sviluppa su una superficie di 1.094 km e coinvolge una serie di faglie distribuite grosso modo soprattutto su 80 km al largo del Nord-ovest Pacifico dalla California settentrionale fino alla Columbia Britannica sudoccidentale. Le placche si muovono a una velocità relativa superiore a 10 mm all'anno a un angolo obliquo alla zona di subduzione. A causa dell'enorme areale delle faglie, la zona di subduzione della Cascadia può produrre grandi terremoti anche superiori per intensità a 7 gradi di magnitudo. L'interazione tra la placca Juan de Fuca e quella nordamericana si blocca periodicamente ogni 500 anni circa. Durante la fase di quiete, la tensione interna si accumula sulle placche più avanzate e provoca il sollevamento tettonico del margine nordamericano. Quando la placca finalmente scivola, rilascia 500 anni di energia immagazzinata in un terremoto di massa.
A differenza della maggior parte delle zone di subduzione in tutto il mondo, non vi è una fossa oceanica profonda presente lungo il margine continentale in Cascadia. La foce del Columbia sfocia direttamente nella zona di subduzione e deposita limo sul fondo dell'Oceano Pacifico. Le massicce inondazioni dal preistorico lago glaciale di Missoula durante il tardo Pleistocene hanno contribuito all'accumulo di ulteriori sedimenti. Tuttavia, come altre zone di subduzione, il margine esterno viene lentamente compresso come una gigantesca sorgente. Quando l'energia immagazzinata viene improvvisamente rilasciata dallo slittamento attraverso la faglia a intervalli irregolari, la zona di subduzione della Cascadia tende a generare enormi terremoti, come quello di magnitudo 9 del 26 gennaio 1700. Tuttavia i terremoti lungo la zona di subduzione della Cascadia sono rari e si rinvengono prove di un declino dell'attività vulcanica negli ultimi milioni di anni. La probabile spiegazione risiede nel tasso di convergenza tra la placca Juan de Fuca e quella nordamericana, che si muovono di 3-4 cm all'anno, un dato inferiore di circa la metà rispetto a sette milioni di anni fa.

### Geografia locale

La posizione e l'estensione della cintura vulcanica Garibaldi con descrizione dei singoli crateri

Sei cime principali costituiscono il massiccio del Monte Meager: la vetta più alta e più settentrionale è il Plinth Peak, con un'altitudine di 2.680 m. Il picco Capricorn, a ovest del Meager, svetta per 2.570 m. Appena a ovest di quest'ultimo si trova il monte Job, alto 2.493 m. Il Pylon Peak, con i suoi 2.481 m s.l.m., si trova a sud del Capricorno e del Meager. Il Devastator Peak misura 2.315 m ed è il più basso e meridionale del massiccio.
Ruscelli e ghiacciai hanno svolto un ruolo significativo nella dissezione del massiccio e le sue pendici superiori sono ricoperte di neve e ghiaccio. Numerosi dicchi, formatisi quando il magma si intromette in una fessura e poi cristallizzatisi mostrando intrusione tabulare, sono esposti a una profonda erosione. Il Perkin's Pillar, una torre verticale di breccia lavica, ha lasciato un residuo erosivo del massiccio fino al suo crollo nel giugno 2005. Più di 10 ruscelli drenano acqua di scioglimento dal massiccio del Monte Meager, se si pensa ai torrenti Capricorn, Job, No Good, Angel, Devastation, Canyon e Affliction. Il massiccio si trova all'interno di una delle numerose divisioni territoriali della Columbia Britannica noto come distretto di Lillooet.

### Geomorfologia locale
La geomorfologia del massiccio del monte Meager assomiglia a quella del Glacier Peak, un altro vulcano dell'arco delle Cascate nello stato di Washington. Esso consiste di almeno quattro stratovulcani sovrapposti che sono più giovani da sud a nord. Con un volume totale di 20 km³, il massiccio è più antico della maggior parte dei vulcani dell'arco delle Cascate e la sua storia comincia 2.200.000 anni fa, anche se parti minori del complesso si formarono nell'ultimo milione di anni. Nella catena delle Cascate, i vulcani più antichi in genere non hanno più di un milione di anni, se si pensa al monte Rainier (500.000 anni), al Lassen Peak (25.000), al monte Jefferson (290.000) e al monte Saint Helens (50.000). Il vulcano si compone di rocce vulcaniche che si alternano dalla riodacite al basalto: la prima origina una serie di colli vulcanici erosi che danno vita a picchi più alti. I pendii risultano ricoperti dai loro prodotti eruttivi e si manifestano come espressioni superficiali di plutone. Di conseguenza, forniscono un'opportunità unica per studiare le relazioni tra camera magmatica e le loro lave. Le rocce vulcaniche femiche (ricche di magnesio e ferro), intermedie (tra femiche e felsiche) e felsiche (ricco di feldspato e quarzo) del massiccio eruttarono da almeno otto bocche vulcaniche.

### Bridge River Vent

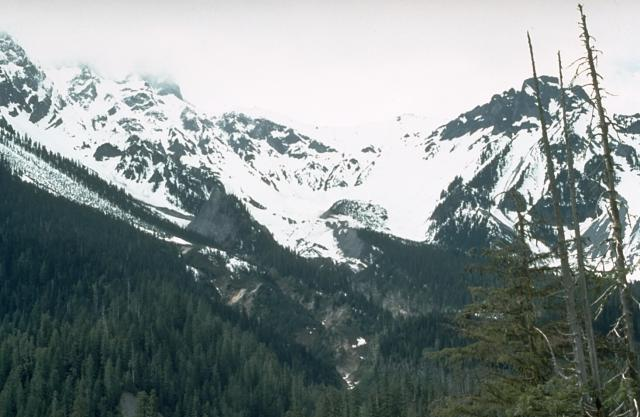
Il fianco nord-orientale ghiacciato di Plinth Peak. Il ghiaccio al centro dell'immagine copre le pendici del Bridge River Vent

Il Bridge River Vent è un cratere vulcanico relativamente giovane nato durante un'eruzione circa 2.400 anni fa. Tale eruzione variava nel carattere da esplosivo a effusivo e comprendeva l'estrusione di duomi di lava, flussi piroclastici, lahar e colate laviche. La migrazione verso est della colonna eruttiva diffuse materiale attraverso il Canada occidentale, ma il trasporto della cenere vulcanica si deve pure al fiume Bridge. Nell'area di quest'ultimo corso d'acqua e del Lillooet, la cenere si presenta in forma grossolana, con blocchi di pomice larghi fino a 10 cm. I residui diventano rapidamente più fini verso est dal fiume Bridge: a Big Bar, sul Fraser, hanno un diametro massimo di 3 mm, nell'area di Messiter di 0,7.
Situato sul fianco nord-orientale del Plinth Peak, il Bridge River Vent misura 1.524 m s.l.m. Le pareti sono troppo ripide per venire ricoperte da ghiaccio e detriti dovuti all'attività vulcanica o al crollo dei pendii. Il cratere ha una forma approssimativamente a conca, anche se presenta una breccia sul lato settentrionale. Poiché il Bridge River Vent si trova sul versante settentrionale del massiccio del monte Meager, rappresenta un cono satellite. L'eruzione che originò il Bridge River Vent andò forse alimentata attraverso un condotto dalla camera magmatica sottostante il massiccio.

## Storia

### Denominazione
Il nome "Meager Mountain" fu adottato il 6 maggio 1924, come indicato su una mappa della Columbia Britannica del 1923. Nel 1966 il vulcano andò ribattezzato "Mount Meager". Secondo una lettera del BC Geographical Names scritta nel marzo 1983, "poiché la designazione locale, Cathedral, è stata utilizzata per designare più località diverse a poca distanza tra di loro, anche nel caso del Meager si è optato per ribattezzarlo con il medesimo appellativo del torrente localizzato a sud dello stesso". Il torrente Meager deve a sua volta il suo nome a J.B. Meager, il quale possedeva la licenza di estrarre del legname lungo il corso d'acqua. Nonostante la sua designazione ufficiale, il Meager a volte viene erroneamente riportato come Mount Meagre o Mount Meagher.

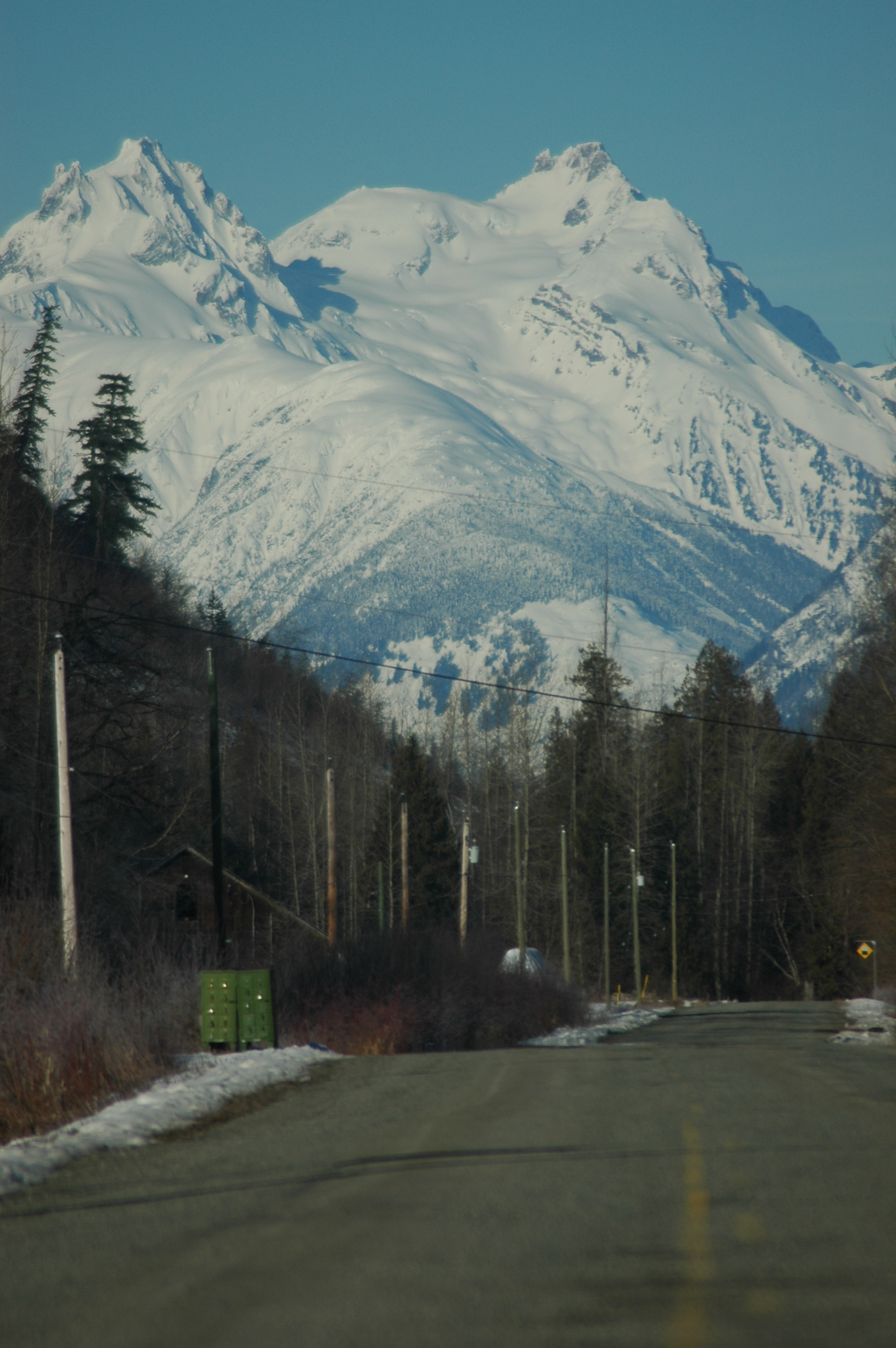
Il massiccio del monte Meager l'11 febbraio 2006

I nomi delle vette del massiccio sono stati presentati con grande accuratezza dall'alpinista canadese Neal M. Carter, membro del British Columbia Mountaineering Club. Il Devastator Peak fu ufficialmente nominato il 3 agosto 1977 in associazione con il ghiacciaio omonimo. Il Plinth Peak ricevette una sua designazione il 6 settembre 1951, assecondando la sua identificazione nella mappa e nell'articolo di Carter del 1932 "Explorations in the Lillooet River Watershed". Il monte Job e Pylon Peak furono entrambi ufficialmente nominati il 17 gennaio 1957 sulla base di una mappa del 1954 di Carter del fiume Lillooet. Il monte Capricorn ricevette tale denominazione nel 1932 grazie al volume XXI del Canadian Alpine Journal: secondo la Rivista, "il nome scelto per la montagna di 2.572 m era Mt. Capricorn, una variazione del fin troppo comune appellativo "Goat Mountain", assegnato da Bert [Perkins] al torrente che drena il ghiacciaio del Capricorn alla sua base". Successivamente, il 22 giugno 1967, la vetta andò ribattezzata Capricorn Mountain.

### Energia mineraria e geotermica
Un grande affioramento di pomice larga più di 2.000 m e lunga 1.000 vide susseguirsi varie attività minerarie almeno dagli anni '70. Il deposito rimase inizialmente sotto il possesso di J. MacIsaac. A metà degli anni '70 il secondo proprietario W. H. Willes indagò ed estrasse la pomice prima che essa venisse schiacciata, rimossa e immagazzinata vicino al villaggio di Pemberton. In seguito, il ponte che serviva per accedere al deposito di pomice fu dilavato e l'attività estrattiva non andò avanti. La miniera riaprì i battenti nel 1988, quando passò in mano L. B. Bustin. Nel 1990 l'affioramento di pomice andò acquistato da D. R. Carefoot dai proprietari B. Chore e M. Beaupre. In un programma dal 1991 al 1992, i lavoratori valutarono il deposito per le sue proprietà come materiale da costruzione e come assorbitore di olio e di jeans slavati. Circa 7.500 m³ di pomice furono estratti nel 1998 dalla Great Pacific Pumice Incorporation.
Il massiccio del monte Meager è stato studiato per via del suo potenziale geotermico. Si rintracciano almeno 16 siti nella Columbia Britannica, di cui l'area del monte Meager è tra le cinque maggiormente capaci di favorire lo sviluppo commerciale. Presso il torrente Meager, il potenziale è stimato tra 100 e 200 megawatt, mentre il vicino torrente Pebble può ospitare una stazione di 200 megawatt. Poiché le due insenature offrono il maggior potenziale di sviluppo commerciale, i dintorni del monte Meager appaiono il sito più promettente per lo sviluppo di energia geotermica nella Columbia Britannica.

## Attività vulcanica

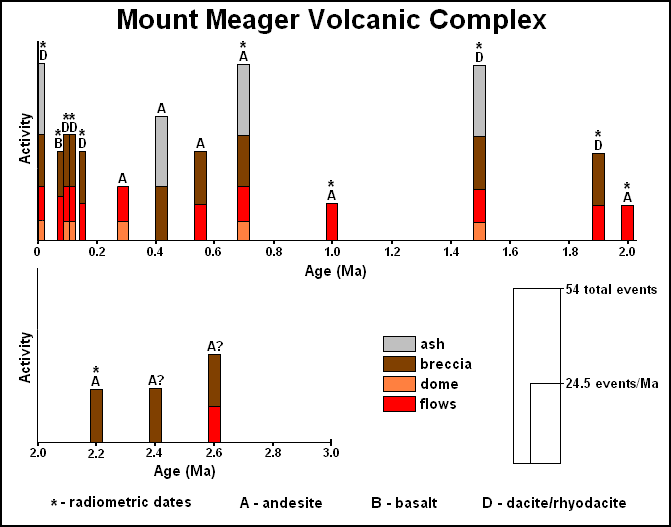
Rappresentazione schematica dell'attività eruttiva del massiccio del monte Meager in milioni di anni (Ma). L'altezza dell'istogramma fornisce un'indicazione molto approssimativa delle dimensioni dell'evento. L'ultimo evento di circa 2.400 anni fa (mostrato nell'istogramma come ultima eruzione) fu simile all'eruzione del monte Saint Helens del 1980. Gli eventi eruttivi contrassegnati da punti interrogativi sono quelli con identità incerta

Almeno 54 eruzioni si verificarono nel massiccio negli ultimi 2.600.000 anni, con un carattere che varia da effusiva a esplosiva. Si identificano quattro cicli eruttivi primari, con singole eruzioni separate da migliaia di anni. Grandi strutture con andamento nord-ovest-sudest parallele al lago Harrison e alla valle di Pemberton possono controllare l'attività vulcanica nel vulcano o almeno creare zone di debole crosta penetrate da colate di magma in aumento.

### Primo ciclo eruttivo
Durante il primo periodo eruttivo tra 2.200.000 e 1.900.000 anni fa, l'eruzione di rocce piroclastiche da intermedie a felsiche avvenne all'estremità meridionale del massiccio. Della breccia basale, forse da un condotto esumato, vede dell'andesite sottostante e del tufo, colate, duomi di lavia e brecce del Devastator Peak. Lo spessore massimo risulta pari a 300 m e ricopre un substrato del crinale alto 400 m nato tra 251.000.000 e 65.500.000 anni fa, durante il Mesozoico.
All'estremità sud-occidentale del massiccio, la dacite con fenocristalli sparsi (cristalli grandi e vistosi) di quarzo, plagioclasio e orneblenda rappresenta un ammasso spesso 200 m di colate laviche suborizzontali. Sebbene si stimi che il primo periodo eruttivo sia iniziato circa 2.200.000 anni fa, due andesite le eruzioni potrebbero essersi verificate circa 2.400.000 e 2.600.000 anni fa. Il primo potrebbe aver prodotto colate laviche e brecce, mentre il secondo potrebbe aver eruttato principalmente brecce.

### I cicli eruttivi della formazione dei Devastator e Pylon
Il secondo ciclo eruttivo, accaduto tra 1.600.000 e 1.400.000 anni fa, esplose con riodacite, tufo, brecce e altri minerali. Questa formazione geologica spessa 500 m giace sui fianchi sud e ovest del Pylon e del Devastator Peak. La sua porzione occidentale è costituita da tefra approssimativamente stratificatosi mentre la sua estremità orientale rappresenta le colate laviche e le intrusioni di roccia filoniana di una bocca parzialmente conservata.
L'attività vulcanica del terzo periodo eruttivo si verificò tra 1.100.000 e 200.000 anni fa. Una fitta sequenza di colate laviche di andesite esplose dal collo vulcanico del Devastator Peak, dando il via alla generazione del Pylon. Con un spessore massimo superiore a 1 km, si trattò della più grande unità rocciosa compresa nel massiccio del Meager. Le colate laviche appaiono stratificate, separate da un sottile strato di lapilli, tufo e brecce arrossate. Una concentrazione di intrusioni subvulcaniche e clasti di breccia vulcanica grossolani di lunghezza superiore a 100 m suggerisce che il Devastator Peak sia una delle principali aperture.

### Formazione del Plinth, del Job, del Capricorn e del Mosaic
Il quarto e ultimo periodo eruttivo da 150.000 a meno di 3.000 anni fa produsse colate laviche di riodacite, cupole, brecce e intrusioni subvulcaniche nella fase di formazione del Plinth, del Job, del Capricorn e del Mosaic. Intorno al monte Job, si rinvengono segni di colate di lava caratterizzate da orneblenda porfiritica, biotite e quarzo riodacite. spesso regolarmente stratificate. In seguito, colate di lava di riodacite si sparpagliarono dal Capricorn e riservarono biotite e riodacite presso il Job. Quanto si trova oltre i 600 m del Capricorn e del Job si deve agli eventi eruttivi appena esposti.

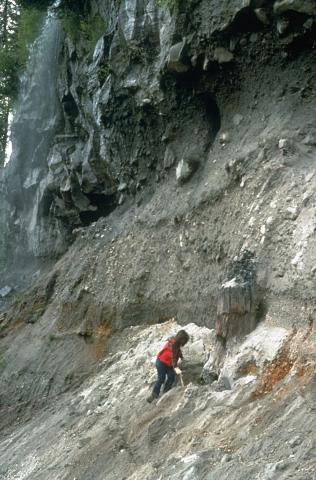
Geologo vicino a un tronco d'albero sepolto da una pioggia di cenere e poi invaso da un flusso piroclastico dall'eruzione del Bridge River Vent circa 2.400 anni fa

Un'altra sequenza di colate laviche di riodacite esplose successivamente e generò il Plinth. Il monte Meager, una massiccia cupola lavica o tappo vulcanico, si compone di strati di flusso ripidamente inclinati ed era la fonte meridionale di colate laviche e brecce del Plinth. La cresta nord del picco e la sua sommità piatta contengono tre aree di ripida stratificazione del flusso e giunzione colonnare orientata suborizzontalmente. Tali aree appaiono probabilmente i resti di tappi vulcanici o cupole di lava che erano la fonte settentrionale dei flussi lavici che generarono la vetta. Per quanto riguarda il Mosaic, non si può non pensare che la formazione avvenne anch'essa durante il quarto ciclo eruttivo, fase durante la quale si riversarono del basalto e del trachibasalto scarsamente porfirico, con tracce di augite e olivina. Si tratta di resti di colate laviche, brecce, bombe vulcaniche e lava a cuscino.
L'eruzione più conosciuta e più documentata del massiccio del monte Meager è una gigantesca eruzione esplosiva accaduta circa 2.400 anni fa, la quale probabilmente toccò il grado 5 sulla scala dell'indice di esplosività vulcanica (VEI), ossia una portata simile a quella del Saint Helens nel 1980. In quell'occasione, una massiccia colonna pliniana di almeno 20 km si riversò nell'atmosfera, con i venti occidentali che trasportarono della cenere vulcanica verso est fino ad Alberta. Le aree vicine furono devastate da ingenti flussi piroclastici quando delle sezioni della colonna pliniana crollarono, uno dei quali si spinse fino a 7 km a valle. Il continuo riversamento sui ripidi pendii del Plinth Peak creò uno spesso deposito di brecce saldate che ostacolò il fiume Lillooet e originò un lago appena a monte, in seguito scomparso e responsabile di una megalluvione quando se ne dispersero le acque. Vari grandi massi galleggiarono fino a valle per più di 2 km mentre le acque procedevano il proprio corso in maniera quasi inarrestabile. La piccola colata lavica di dacite che ne seguì si raffreddò e le sue tracce sono ben conservate in alcuni substrati. L'intero ciclo eruttivo si dovette al Bridge River Vent, localizzato sul fianco nord-orientale del Plinth Peak: si trattò dell'ultima eruzione conosciuta del massiccio del monte Meager, nonché della maggiore eruzione esplosiva dell'Olocene conosciuta in Canada. Ad ogni modo, non è noto per quanto tempo si trascinarono le scorie degli eventi accaduti in quell'occasione.
Nel 1977, J. A. Westgate dell'Università di Toronto suggerì che un'eruzione in portata minore potrebbe essersi verificata al Bridge River Vent dopo l'eruzione di 2.400 anni fa, spedendo tefra a sud-est. Un deposito di quest'ultimo materiale sopra il Bridge River Ash a Otter Creek mostra in effetti forti relazioni con quanto si scopre presso il fiume Bridge, se si eccettua l'assenza di biotite. Tuttavia, grazie alla datazione radiocarbonica si è scoperta che il minerale è datato a circa 2.000 fa, segno che tale tefra è di qualche centinaio di anni più giovane di quello del fiume Bridge. L'assenza della biotite non riesce inoltre ad avvalorare il nesso tra i due eventi, ragion per cui solo un filone minoritario supporta la tesi di Westgate. I flussi detritici di grandi dimensioni e più fini a nord del vulcano potrebbero essere dovuti dall'attività vulcanica. Se questo fosse vero, i dati a nostra disposizione sul massiccio del monte Meager negli ultimi 10.000 anni apparirebbero insufficienti e bisognosi di ulteriori approfondimenti.

### Attività recente

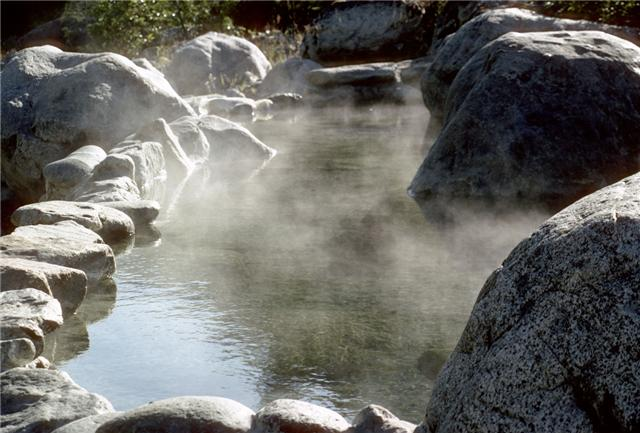
Una sorgente calda vicino al torrente Meager dovuta al vulcanismo del massiccio

Due piccoli gruppi di sorgenti termali si trovano presso il massiccio del monte Meager, indicando che il calore magmatico è ancora presente. Questi due gruppi di sorgenti termali, noti in inglese come Meager Creek Hot Springs e Pebble Creek, risultano molto probabilmente in stretto legame con la recente attività vulcanica del massiccio. Le sorgenti calde di Meager Creek, le più grandi della provincia canadese, non ricevono nevicate per la maggior parte dell'anno e potrebbero essere la prova di una camera magmatica poco profonda sotto la superficie di una parte del massiccio.
Tra il 1970 e il 2005 sono stati registrati più di 20 piccoli sismi nel vulcano. La magnitudo delle onde superficiali di questi eventi non supera in genere i 2 gradi sulla scala Richter e ha origine tra i 20 e i meno di 2 km sotto la superficie. Altri vulcani della cintura vulcanica Garibaldi di cui si registrano sismi includono il monte Garibaldi, il massiccio del monte Cayley e la caldera di Silverthrone. I dati sismici suggeriscono che questi vulcani contengono ancora camere magmatiche attive, indicando che alcuni vulcani della fascia Garibaldi sono presumibilmente attivi con rischi potenziali significativi. L'attività sismica corrisponde ad alcune delle recenti fasi di formazione dei vulcani e con crateri persistenti che hanno avuto una grande attività esplosiva nel corso della loro storia, ovvero proprio il Garibaldi, il Cayley e Silverthrone.
L'attività delle fumarole e gli odori di zolfo rilevati nel massiccio nel 2016 sul ghiacciaio del monte Job hanno permesso la scoperta di un nuovo campo prima ignoto. A tale scoperta ha fatto seguito un'intensa serie di monitoraggi ad opera dei vulcanologi del Ministero delle risorse naturali canadese, i cui risultati non hanno rilevato molta sismicità. Il campo di fumarole è stato considerato un luogo pericoloso a cui avvicinarsi o accedere a causa della presenza di acido solfidrico e di crepacci di ghiaccio potenzialmente instabili.

## Rischi e prevenzione

### Eruzioni

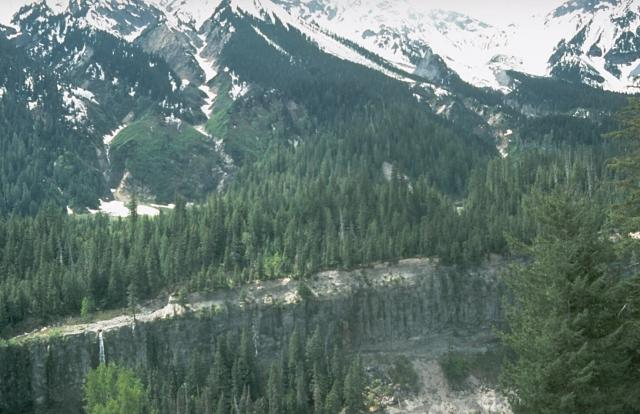
Il deposito piroclastico che forma la parete del canyon in primo piano sul fiume Lillooet. Questo eruttò dal Bridge River Vent sul fianco nord-orientale del Plinth Peak

Il massiccio del monte Meager costituisce ancora un importante pericolo vulcanico, essendo in grado di scatenare eruzioni altamente esplosive. Se ne avvenisse una su vasta scala, molte aree popolate della Columbia Britannica meridionale e dell'Alberta risulterebbero in pericolo. Pemberton, un agglomerato urbano localizzato 50 km a valle del massiccio, convive quotidianamente con un tasso di rischio elevato. Se il vulcano dovesse eruttare violentemente, interromperebbe la pesca del fiume Lillooet, le vicine attività minerarie e i lavori legati al funzionamento dell'industria del legname. Un altro potenziale pericolo riguarderebbe il traffico aereo, trovandosi il massiccio proprio al di sotto di un'assai frequentata rotta. La cenere vulcanica riduce la visibilità e può causare guasti al motore a reazione, così come danni ai sistemi di controllo di volo. Anche un'eruzione minore dal vulcano potrebbe causare enormi devastazioni, in quanto lo scioglimento del ghiaccio glaciale che avverrebbe nei momenti successivi all'esplosione sarebbe in grado di generare grandi colate detritiche. Un esempio di tale evento si rintraccia nella tragedia di Armero del 1985 in Colombia, causata da una piccola eruzione sotto la calotta glaciale sommitale del Nevado del Ruiz.
Il geologo e vulcanologo Jack Souther, una delle principali autorità in materia di risorse geotermiche e vulcanismo nella Cordigliera canadese, ha espresso preoccupazione per il rischio di un'altra eruzione:
A causa delle preoccupazioni per le potenziali eruzioni e il pericolo per le comunità nell'area, la Commissione geologica del Canada (Geological Survey of Canada o NGS) prevede di creare una mappa delle zone a rischio e dei piani di emergenza per il massiccio del monte Meager, nonché per quello del Cayley a sud. Sebbene siano state osservate pochissime eruzioni in Canada, non può discutersi dell'intensa attività vulcanica in atto negli ultimi decenni. Secondo il Geologic Hazards '91 Workshop, "dovrebbe essere data priorità agli studi sull'impatto delle eruzioni dei due centri vulcanici recentemente attivi più vicini alle aree urbane, il monte Baker e il monte Meager. Nel primo caso, si dovrà porre in atto una cooperazione tra gli USA e il Canada".
Il massiccio del monte Meager non è monitorato abbastanza da vicino dalla Commissione geologica del Canada per accertare quanto sia attivo il suo sistema magmatico. La rete di sismografi nazionale canadese istituita allo scopo di monitorare i terremoti in tutto il territorio è anch'essa troppo lontana per fornire un'indicazione accurata di quanto accade sotto la superficie terrestre. È vero che è possibile avvertire un aumento dell'attività sismica qualora il massiccio dovesse diventare molto irrequieto, ma va tenuto presente che tali eventi premonitori riguarderebbero solo una grande eruzione; il sistema potrebbe rilevare attività solo una volta che il vulcano ha cominciato a risvegliarsi. Sono stati comunque studiati meccanismi da attuare in caso di necessità di soccorsi. L'Interagency Volcanic Event Notification Plan (IVENP) è stato infatti istituito per supervisionare la procedura di notifica di alcune delle principali agenzie che dovrebbero mettersi in moto in caso di eruzione di un vulcanico in Canada o nei pressi del confine con gli USA.
Malgrado le premesse sopra esposte, nel 2016 non si rintracciavano prove di un'eruzione imminente. Molti terremoti superficiali normalmente si verificano prima dell'eruzione di un vulcano: man mano che il magma sale di quota nel tempo, di solito genera molto più vigore e calore nelle sorgenti termali regionali, nonché comporta la formazione di nuove sorgenti o fumarole. Questi segni generalmente si verificano per settimane, mesi o anni prima del momento topico, sebbene la possibilità che ciò avvenga in un prossimo futuro rimane bassa. Un collasso strutturale significativo associato alla perdita di sostegno glaciale potrebbe influenzare il sistema idraulico del magma e innescare un'eruzione.

### Frane
Gli scienziati hanno sostenuto che il massiccio del monte Meager, composto da roccia vulcanica abbastanza friabile, è il più instabile del suo genere in Canada e, per questo motivo, potrebbe risultare anche l'area maggiormente esposta al rischio di smottamenti della nazione. Più di 25 frane si sono verificate lì negli ultimi 8.000 anni le quali, unite alle colate detritiche, hanno riempito anche la valle del torrente Meager con una profondità massima di 250 m.
Le grandi colate detritiche associate ai vulcani noti come lahar rappresentano come anticipato una minaccia per le aree popolate a valle dei vulcani ghiacciati. Sebbene i lahar siano generalmente innescati da eruzioni vulcaniche, possono verificarsi ogni volta che accada il collasso e il movimento di fango originato da depositi di ceneri vulcaniche già presenti. Neve e ghiaccio che si sciolgono, precipitazioni intense o la rottura di un lago craterico sommitale possono generare lahar. Le frane locali possono anche essere indirettamente correlate ai cambiamenti climatici: diverse crepe si estendono fino alla vetta e, poiché il riscaldamento globale provoca lo scioglimento dei ghiacciai, l'acqua di disgelo raggiunge in profondità il massiccio. Una volta che questa scorre lungo le superfici fratturate, crea zone di frana.
Poiché il massiccio del monte Meager è in grado di generare immensw frane, la valle del torrente Meager appare probabilmente la valle più pericolosa della Cordigliera canadese. Essendo in rapida crescita demografica i centri abitati situati lungo la valle del fiume Lillooet, inclusa Pemberton, la vulnerabilità di un discreto numero di abitanti aumenta nonostante la distanza dal massiccio.
Il rischio di frana è comunque in qualche modo mitigato dal sistema di allerta preventivo del fiume Lillooet, istituito nel 2014 per allertare la valle di Pemberton in caso di frane. Il monitoraggio viene effettuato misurando il livello dell'acqua del fiume Lillooet utilizzando due sensori: uno sull'Hurley River Forestry Bridge e l'altro esattamente nel corso d'acqua. Lo sbarramento del Lillooet da parte di una frana viene indicato dall'abbassamento del livello dell'acqua, mentre il pericolo di formazione di una barriera naturale si potrebbe intuire dall'innalzamento del livello dell'acqua.

#### Epoca preistorica
| Evento                                                                               | Causa                                  | Anno         | Volume         | Nota                                         |
| ------------------------------------------------------------------------------------ | -------------------------------------- | ------------ | -------------- | -------------------------------------------- |
| Colata di valanghe di roccia/detriti                                                 | Pylon Peak                             | 7900 anni fa | 450.000.000 m³ | Friele e Clague (2004)                       |
| Colata di valanghe di roccia/detriti                                                 | Torrente Job                           | 6250         | 500.000.000 m³ | Friele et al. (2005)                         |
| Colata di valanghe di roccia/detriti                                                 | Torrente Capricorn                     | 5250         | 5.000.000 m³   | McNeely e McCuaig (1991)                     |
| Colata di valanghe di roccia/detriti/flusso iperconcentrato                          | Pylon Peak                             | 4400         | 200.000.000 m³ | Friele e Clague (2004); Friele et al. (2005) |
| Colata di valanghe di roccia/detriti                                                 | Torrente Job, poco prima dell'eruzione | 2600         | 500.000.000 m³ | Friele et al. (2005); Simpson et al. (2006)  |
| Flusso piroclastico                                                                  | Eruzione                               | 2400         | 440.000.000 m³ | Stasiuk et al. (1996); Stewart (2002)        |
| Valanga di roccia/inondazione da esplosione/flusso di detriti/flusso iperconcentrato | Eruzione                               | 2400         | 200.000.000 m³ | Stasiuk et al. (1996); Stewart (2002)        |
| Valanga di roccia                                                                    | Post-eruttiva                          | 2400         | 44.000.000 m³  | Stasiuk et al. (1996); Stewart (2002)        |
| Flusso di detriti                                                                    | Torrente Job                           | 2240         | 1.000.000 m³   | Pierre, Jakob e Clague (2008)                |
| Flusso di detriti                                                                    | Torrente Devastation                   | 2170         | 12.000.000 m³  | McNeely e McCuaig (1991)                     |
| Flusso di detriti                                                                    | Torrente Angel                         | 1920         | 500.000 m³     | McNeely e McCuaig (1991)                     |
| Flusso di detriti                                                                    | Torrente Job                           | 1860         | 1.000.000 m³   | McNeely e McCuaig (1991)                     |
| Flusso di detriti                                                                    | Torrente Job                           | 870          | 9.000.000 m³   | Jordan (1994)                                |
| Flusso di detriti                                                                    | Torrente No Good                       | 800          | 100.000 m³     | McNeely e McCuaig (1991)                     |
| Flusso di detriti                                                                    | Torrente Job                           | 630          | 1.000.000 m³   | Pierre, Jakob e Clague (2008)                |
| Flusso di detriti                                                                    | Torrente No Good                       | 370          | 5.000.000 m³   | McNeely e McCuaig (1991)                     |
| Flusso di detriti                                                                    | Torrente Angel                         | 210          | 100.000 m³     | McNeely e McCuaig (1991)                     |

#### Epoca storica
| Evento                             | Causa                | Anno | Volume        | Nota                                               |
| ---------------------------------- | -------------------- | ---- | ------------- | -------------------------------------------------- |
| Flusso di detriti                  | Capricorn Creek      | 1850 | 1.300.000 m³  | Jakob (1996); McNeely e McCuaig (1991)             |
| Flusso di detriti                  | Torrente Capricorn   | 1903 | 30.000.000 m³ | Jakob (1996)                                       |
| Flusso di detriti                  | Torrente Devastation | 1931 | 3.000.000 m³  | Carter (1931); Decker et al. (1977); Jordan (1994) |
| Valanga di rocce                   | Torrente Capricorn   | 1933 | 500.000 m³    | Croft (1983)                                       |
| Valanga di rocce                   | Torrente Devastation | 1947 | 3.000.000 m³  | Read (1978)                                        |
| Flusso di detriti                  | Torrente Capricorn   | 1972 | 200.000 m³    | Jordan (1994)                                      |
| Valanga di rocce                   | Torrente Devastation | 1975 | 12.000.000 m³ | Mokievsky-Zubot (1977); Evans (2001)               |
| Flusso di detriti                  | Torrente Affliction  | 1984 | 200.000 m³    | Jordan (1994)                                      |
| Valanga di rocce                   | Monte Meager         | 1986 | 500.000 m³    | Evans (1987)                                       |
| Flusso di detriti                  | Torrente Capricorn   | 1998 | 1.300.000 m³  | Bovis e Jakob (2000)                               |
| Flusso di detriti                  | Torrente Capricorn   | 2009 | 500.000 m³    | Friele (dati inediti)                              |
| Valanga di rocce/flusso di detriti | Torrente Capricorn   | 2010 | 48.500.000 m³ | Guthrie et al. (2012)                              |

##### Frana del 1775
Una massiccia valanga composta da rocce ebbe luogo il 22 luglio 1975. Con un volume di 13.000.000 m³, questa seppellì e ucciso un gruppo di quattro geologi alla confluenza dei torrenti Devastation e Meager. La frana ebbe origine sul fianco occidentale del Pylon Peak e procedette lungo il torrente Devastation per 7 km. Studi geologici dimostrarono che lo smottamento fu dovuto a una complessa storia di erosione glaciale, in virtù dell'erosione nel corso del tempo di una sporgenza nella parte anteriore della massa di frana causata dall'avanzata della piccola era glaciale e dal successivo ritiro del ghiacciaio Devastation a causa del surriscaldamento globale.

##### Frana del 2010

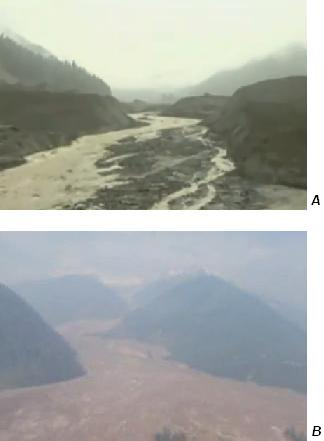
Le valli fluviali piene di detriti per via della frana del 2010. La foto A mostra la diga di detriti crollata vicino all'intersezione tra i torrenti Capricorn e Meager, la B quella tra i torrenti Meager e Lillooet

Il 6 agosto 2010 un'imponente colata detritica discese dal ghiacciaio Capricorn a una velocità di 30 m al secondo. Inizialmente gli esperti stimavano che il volume dei detriti ammontasse a 40.000.000 m³, numero che l'avrebbe resa la seconda frana più vasta mai registrata nella storia del Canada dietro a quella di Hope del 1965, la quale vide fluire 47.000.000 m³ di roccia per via di una spaccatura del Johnson Peak, una montagna nella valle di Nicolum vicino a Hope, sempre nella Columbia Britannica. Tuttavia, la frana è stata successivamente stimata in più di 48.500.000 m³, cifra che la rende la maggiore mai registrata in Canada.
La frana del 2010 era larga 300 m e lunga 2 km e risultò responsabile della creazione di una barriera naturale tra il torrente Meager e il fiume Lillooet: fu così che si originò un lago appena a monte. I primi timori che la diga potesse crollare e inondare la valle del fiume Lillooet si dissolsero il giorno dopo, quando parte della diga esondò e rilasciò lentamente l'acqua accumulata. L'avviso di evacuazione prima emesso andò revocato e quasi 1.500 residenti poterono tornare alle loro case nel fine settimana successivo alla frana. Non si segnalò in quell'occasione alcun ferito.